# Mulheres na Índia
O estatuto das mulheres na Índia tem estado sujeito a muitas mudanças ao longo da história indiana registrada.   Sua posição na sociedade se deteriorou no início do período antigo da Índia, especialmente nas regiões de língua indo-ariana, e sua subordinação continuou a ser reificada bem dentro do início do período moderno da Índia. Práticas como infanticídio feminino, dote, casamento infantil e o tabu do novo casamento de viúvas tiveram uma longa duração na Índia e se mostraram difíceis de erradicar, especialmente na sociedade hindu de castas no norte da Índia.
Durante o governo da Companhia Britânica das Índias Orientais (1757 a 1857) e o Raj britânico (1858 a 1947), foram adotadas medidas visando à melhoria, incluindo o Regulamento Bengal Sati de 1829, a Lei de Novo Casamento das Viúvas Hindus, de  1856, a Lei de Prevenção de Infanticídio Feminino,de  1870, e a Lei de Idade de Consentimento,de  1891. Os direitos das mulheres sob a Constituição da Índia incluem principalmente igualdade, dignidade e liberdade de discriminação; além disso, a Índia possui vários estatutos que regem os direitos das mulheres.
A partir de 2018, algumas mulheres serviram em vários cargos oficiais seniores no governo indiano, incluindo o de presidente da Índia, primeiro-ministro da Índia e presidente do Lok Sabha. No entanto, muitas mulheres na Índia continuam enfrentando dificuldades significativas. As taxas de desnutrição são excepcionalmente altas entre meninas adolescentes e mulheres grávidas e lactantes na Índia, com repercussões na saúde das crianças. violência contra as mulheres, especialmente a violência sexual, tem aumentado na Índia. As mulheres na Índia são discriminadas mesmo antes do nascimento: o aborto seletivo e o infanticídio feminino  causaram uma forte discrepância na proporção entre os sexos; a partir de 2005, estimava-se que havia mais 50 milhões de homens do que de mulheres.

## Mulheres na Índia durante o domínio britânico

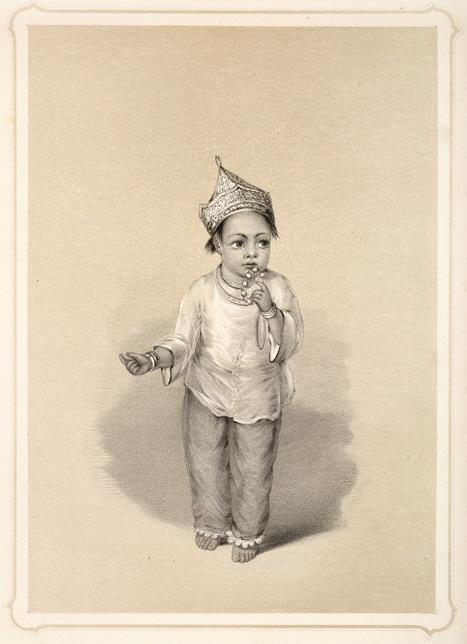
Uma menininha muçulmana, Calcutá, litografia de 1844 de uma menininha muçulmana na Índia vestindo paijamas e kurti ; desenhada por Emily Eden, esposa do Governador Geral da Índia, George Eden, chapa 18, Retratos dos Príncipes e Povo da Índia
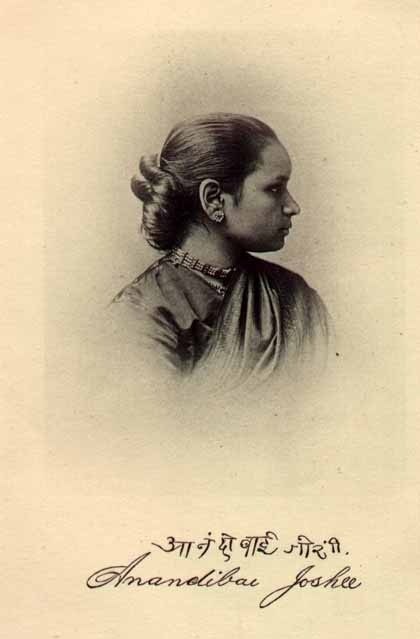
Anandibai Joshi MD Classe de 1886, Faculdade de Medicina da Mulher da Pensilvânia
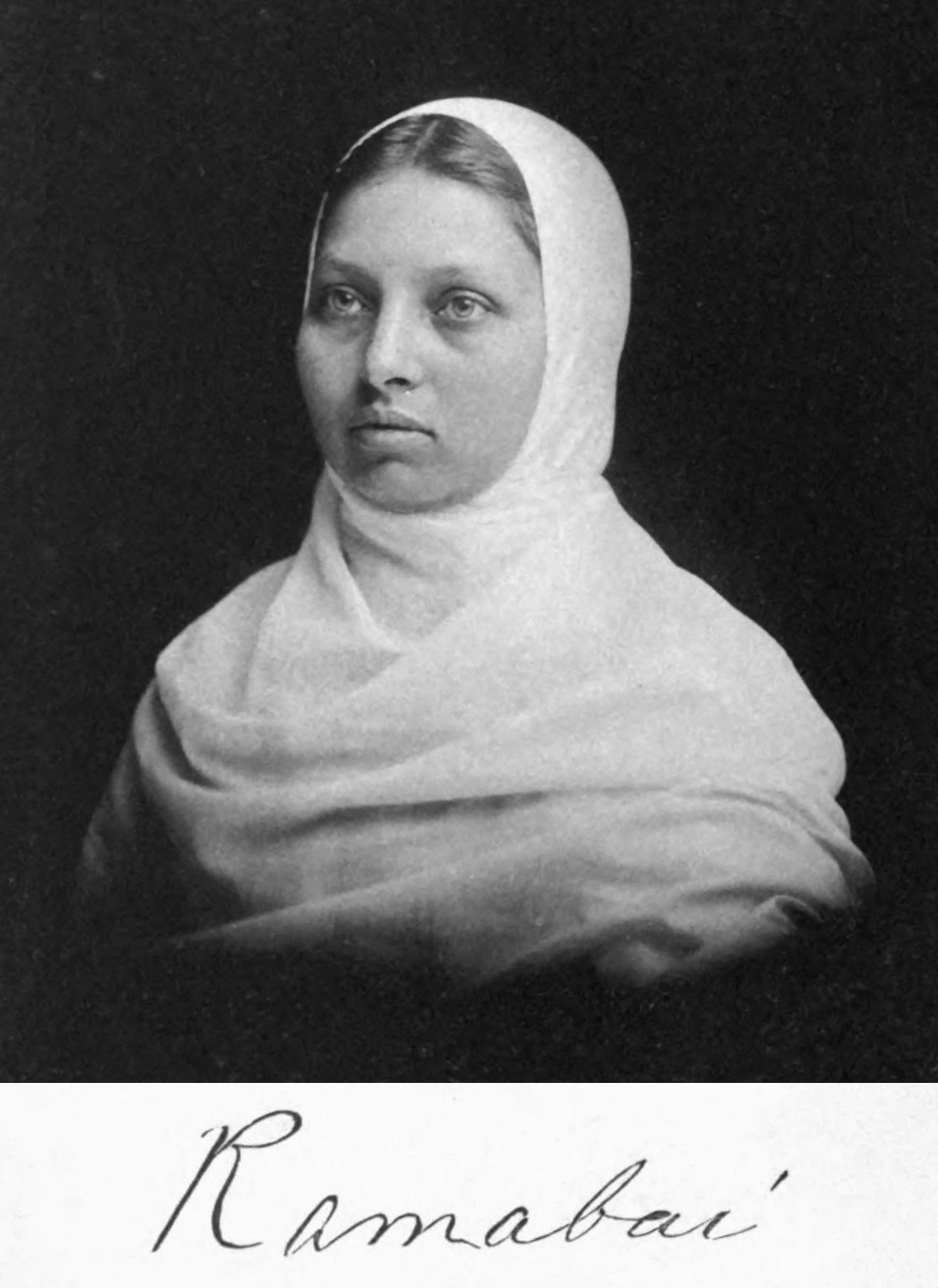
Pandita Ramabai Saraswati
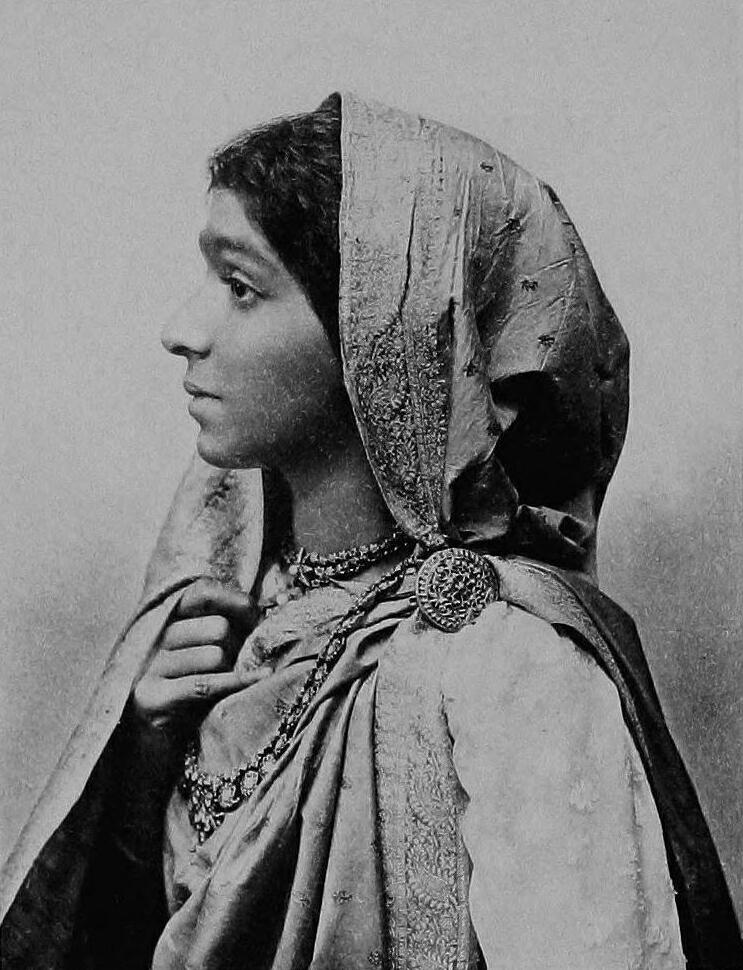
Sarojini Naidu, poeta e combatente da liberdade, foi a primeira mulher indiana a se tornar presidente do Congresso Nacional da Índia e a primeira mulher a se tornar governadora de um estado na Índia.

Durante o Raj britânico, muitos reformadores como Ram Mohan Roy, Ishwar Chandra Vidyasagar e Jyotirao Phule lutaram pelo bem das mulheres. Peary Charan Sarkar, um ex-aluno do Hindu College, Calcutá e membro do "Young Bengal", montou a primeira escola gratuita para meninas na Índia em 1847 em Barasat, um subúrbio de Calcutá (mais tarde a escola foi chamada Kalikrishna Girls' High School). Embora isso possa sugerir que não houve uma contribuição britânica positiva durante a era do Raj, esse não é inteiramente o caso. As esposas de missionários como Martha Mault e sua filha Eliza Caldwell Mault são justamente lembradas por serem pioneiras na educação e formação de meninas no sul da Índia. Esta prática foi inicialmente recebida com resistência local, pois era contrárias à tradição. Os esforços de Ram Mohan Roy levaram à abolição do Sati sob o governador-geral William Cavendish-Bentinck em 1829. A cruzada de Ishwar Chandra Vidyasagar para melhorar a situação das viúvas levou à Lei do Novo Casamento de Viúvas de 1856. Muitas mulheres reformadoras como Pandita Ramabai também ajudaram a causa das mulheres.
Kittur Chennamma, rainha do estado principesco Kittur em Karnataka, liderou uma rebelião armada contra os britânicos em resposta à Doutrina do Lapso. Rani Lakshmi Bai, a rainha de Jhansi, liderou a rebelião indiana de 1857 contra os britânicos. Ela agora é amplamente considerada uma heroína nacional. Begum Hazrat Mahal, co-governante de Awadh, foi outra governante que liderou a revolta de 1857. Ela recusou acordos com os britânicos e depois se retirou para o Nepal. As Begums de Bhopal também foram consideradas governantes femininas notáveis durante esse período. Elas tinham treino em artes marciais. Chandramukhi Basu, Kadambini Ganguly e Anandi Gopal Joshi foram algumas das primeiras mulheres indianas a obter um diploma.
Em 1917, a primeira delegação de mulheres se reuniu com a Secretária de Estado para exigir os direitos políticos das mulheres, apoiados pelo Congresso Nacional da Índia. A Conferência de Educação para as Mulheres para toda a Índia, realizada em Pune em 1927, tornou-se uma organização importante no movimento de mudança social. Em 1929, foi aprovada a Lei de Restrição ao Casamento Infantil, estipulando quatorze anos como a idade mínima para o casamento de uma menina. Mahatma Gandhi, vítima de casamento infantil aos treze anos de idade, mais tarde exortou as pessoas a boicotar casamentos infantis e convidou os rapazes a se casarem com viúvas crianças.

## Índia independente

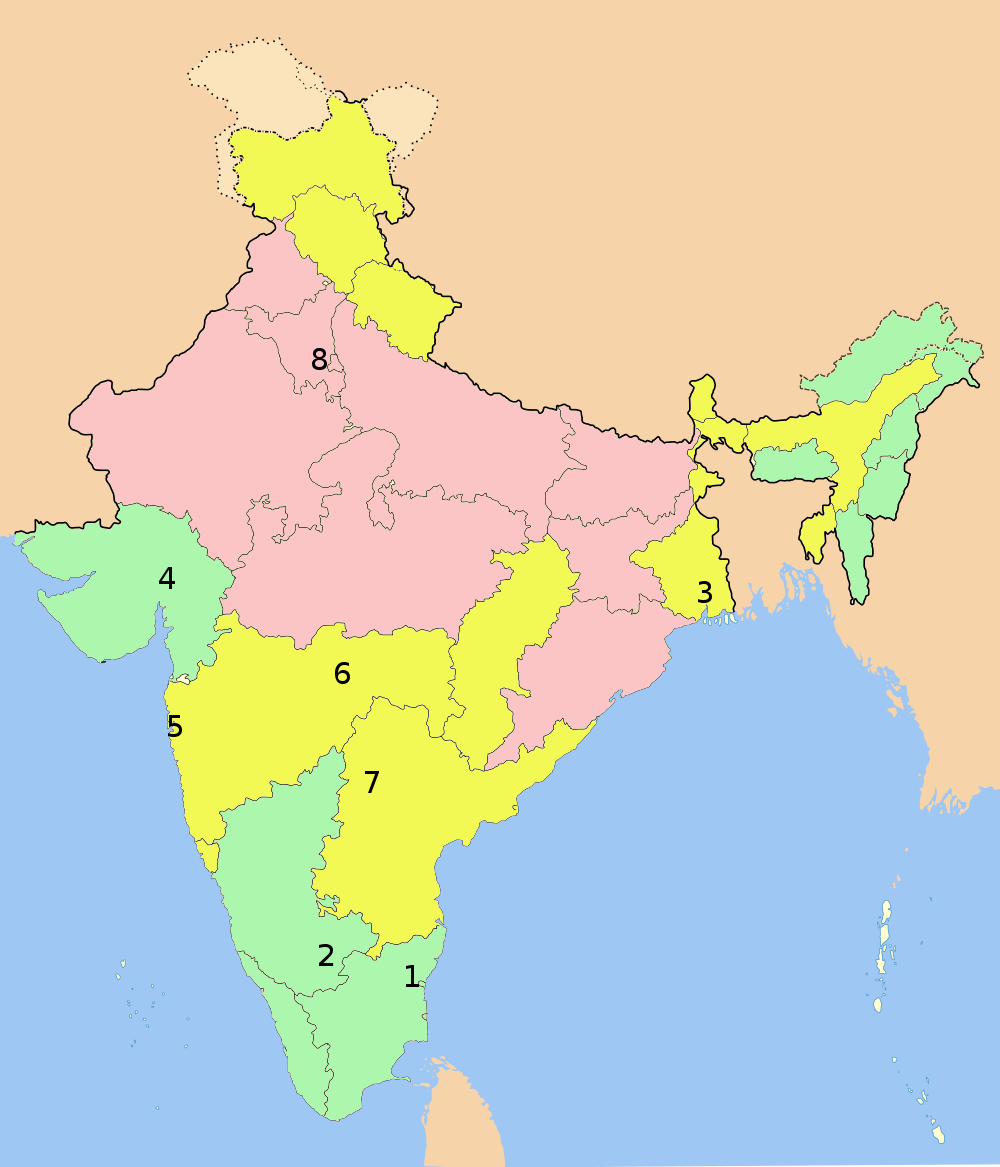
Índice de segurança feminina por estado, de acordo com o Tata Strategic Management Group. Verde claro indica maior segurança; amarelo, segurança média e rosa, menos segurança

As mulheres na Índia agora participam totalmente em áreas como educação, esportes, política, mídia, arte e cultura, setores de serviços, ciência e tecnologia, etc. Indira Gandhi, que serviu como primeira-ministra da Índia por um período agregado de quinze anos, é a primeira-ministra no mundo que mais tempo se manteve em funções.
A Constituição da Índia garante a todas as mulheres indianas igualdade (artigo 14), nenhuma discriminação pelo Estado (artigo 15 (1)), igualdade de oportunidades (artigo 16), remuneração igual por trabalho igual (Artigo 39 (d)) e Artigo 42. Além disso, permite que o Estado estabeleça disposições especiais em favor de mulheres e crianças (Artigo 15 (3)), renuncia a práticas depreciativas à dignidade da mulher (Artigo 51 (A) (e)) e também permite disposições a serem tomadas pelo Estado para garantir condições justas e humanas de trabalho e para a assistência à maternidade. (Artigo 42)
O ativismo feminista na Índia ganhou força no final da década de 1970. Uma das primeiras questões em nível nacional que reuniu grupos de mulheres foi o caso de estupro de Mathura. A absolvição de policiais acusados de estuprar a jovem Mathura em uma delegacia de polícia levou a protestos em todo o país entre 1979 e 1980. Os protestos, amplamente cobertos pela mídia nacional, forçaram o governo a alterar a Lei de Evidências, o Código de Processo Penal e o Código Penal Indiano; e criou uma nova ofensa, violação sob custódia. As ativistas também se uniram em questões como infanticídio feminino, preconceito de gênero, saúde das mulheres, segurança  e alfabetização das mulheres.
Como o alcoolismo é freqüentemente associado à violência contra as mulheres na Índia, muitas mulheres lançaram campanhas anti-álcool  em Andhra Pradesh, Himachal Pradesh, Haryana, Odisha, Madhya Pradesh e outros estados. Muitas mulheres muçulmanas indianas questionaram a interpretação dos líderes fundamentalistas dos direitos das mulheres sob a lei Xaria e criticaram o sistema do triplo talaq (veja abaixo em 2017).  
Mary Roy venceu uma ação em 1986, contra a legislação de herança de sua comunidade cristã síria de Keralite na Suprema Corte. O julgamento garantiu direitos iguais para as mulheres cristãs sírias e seus irmãos do sexo masculino em relação à sua propriedade ancestral.  Até então, sua comunidade cristã síria seguia as disposições da Lei de Sucessão de Travancore de 1916 e da Lei de Sucessão de Cochin, 1921, enquanto em outros lugares da Índia a mesma comunidade seguia a Lei de Sucessão Indiana de 1925.[ligação inativa]
Na década de 1990, subvenções de agências doadoras estrangeiras permitiram a formação de novas ONGs voltadas para mulheres. Grupos de autoajuda e ONGs, como a Associação de Mulheres Autônomas (SEWA), desempenharam um papel importante no avanço dos direitos da mulher na Índia. Muitas mulheres emergiram como líderes de movimentos locais; por exemplo, Medha Patkar, do Narmada Bachao Andolan.
Em 1991, o Tribunal Superior de Kerala restringiu a entrada de mulheres acima de 10 anos e abaixo de 50 anos de idade do Santuário de  Sabarimala, uma vez que estavam na idade menstruada. No entanto, em 28 de setembro de 2018, o Supremo Tribunal da Índia levantou a proibição de entrada de mulheres. Disse que a discriminação contra as mulheres por qualquer motivo, mesmo religioso, é inconstitucional.
O governo da Índia declarou 2001 como o ano do empoderamento das mulheres (Swashakti). A política nacional para o empoderamento das mulheres foi aprovada em 2001.
Em 2006, o caso de Imrana, vítima de estupro muçulmana, foi destacado pela mídia. Imrana fora violada pelo sogro. O pronunciamento de alguns clérigos muçulmanos de que Imrana deveria se casar com seu sogro levou a protestos generalizados e, finalmente, o sogro de Imrana foi condenado a 10 anos de prisão. O veredicto foi bem recebido por muitos grupos de mulheres e pelo Conselho de Direito Pessoal Muçulmano de Toda a Índia (All India Muslim Personal Law Board).
De acordo com uma pesquisa realizada em 2011 pela Thomson Reuters Foundation, a Índia era o "quarto país mais perigoso" do mundo para as mulheres, Índia também foi apontada como o pior país para as mulheres entre os países do G20,[ligação inativa] no entanto, este relatório enfrentou críticas por promover percepções imprecisas. Em 9 de março de 2010, um dia após o Dia internacional das mulheres, Rajya Sabha aprovou o Projeto de Reserva de Mulheres, exigindo que 33% dos assentos no parlamento da Índia e nos órgãos legislativos estaduais sejam reservados para mulheres. Em outubro de 2017, outra pesquisa publicada pela Thomson Reuters Foundation descobriu que Delhi era a quarta megacidade mais perigosa (total de 40 no mundo) para mulheres e também era a pior megacidade do mundo para mulheres quando se tratava de violência sexual, risco de estupro e assédio.
A Lei de Assédio Sexual de Mulheres no Local de Trabalho (Prevenção, Proibição e Reparação) de 2013 é um ato legislativo na Índia que visa proteger as mulheres do assédio sexual no local de trabalho. A lei entrou em vigor a partir de 9 de dezembro de 2013. A Lei de Direito Penal (Emenda) de 2013 introduziu alterações no Código Penal Indiano, tornando o assédio sexual uma ofensa expressa sob a Seção 354 A, que é punível com até três anos de prisão e ou com multa. A Emenda também introduziu novas seções, fazendo com que atos como despir uma mulher sem consentimento, perseguição e atos sexuais por pessoa com autoridade sejam uma ofensa. Também transformou os ataques com ácido em uma ofensa específica, com uma pena de prisão não inferior a 10 anos e que poderia se estender à prisão perpétua e com multa.
Em 2014, um tribunal de família indiano de Mumbai determinou que um marido que se opõe a sua esposa vestindo um kurta e jeans e forçando-a a usar um sari equivale à crueldade infligida pelo marido e pode ser um motivo para procurar o divórcio. A esposa recebeu, assim, o divórcio por motivo de crueldade, conforme definido na seção 27 (1)(d) da Lei Especial do Casamento de 1954.
Em 22 de agosto de 2017, o Supremo Tribunal da Índia considerou inconstitucional o talaq triplo instantâneo (talaq-e-biddat). O triplo talaq é uma forma de divórcio, reservada aos homens,  praticada na Índia, através da qual um muçulmano podia divorciar-se legalmente da sua esposa pronunciando talaq (a palavra árabe para divórcio) três vezes. O pronunciamento poderia ser oral ou escrito, ou, em tempos recentes, entregue por meios electrónicos, tais como telefone, SMS, e-mail ou meios de comunicação social. O homem não precisava de citar qualquer causa para o divórcio e a esposa não precisava de estar presente nem dar o seu consentimento.
Em 2018, uma pesquisa realizada pela Thomson Reuters Foundation denominou a Índia como o país mais perigoso do mundo para as mulheres devido ao alto risco de violência sexual, embora a Comissão Nacional para as Mulheres (NCW) tenha rejeitado o relatório, afirmando que "para uma nação tão grande como a Índia, com uma população de aproximadamente 1,3 bilhões de habitantes, a dimensão da amostra do inquérito não é representativa do país como um todo". A Comissão Nacional para as Mulheres também apontou que não havia dúvida de que a Índia está muito à frente de vários países em termos de direitos das mulheres. A pesquisa  da Fundação Thomson Reuters afirmava  que as mulheres estavam mais seguras no Afeganistão, Síria, Somália e Arábia Saudita do que na Índia.
A pesquisa foi igualmente rejeitada pelo Centro para o Estudo das Sociedades em Desenvolvimento (Centre for the Study of Developing Societies - CSDS), alegando que faltava transparência em relação ao tamanho da amostra e possível viés de seleção. O relatório também foi rejeitado pelo governo indiano. O ministro da União, Rajyavardhan Singh Rathore, criticou o Congresso Nacional Indiano por usar esta pesquisa para prejudicar a reputação do governo de Modi e que a pesquisa foi baseada na "percepção" e "longe de fatos ou números sólidos".
Também em 2018, o Supremo Tribunal da Índia anulou uma lei que tornava crime um homem fazer sexo com uma mulher casada sem a permissão do marido.
Antes de novembro de 2018, as mulheres estavam  proibidas de escalar a montanha dita sagrada  Agasthyarkoodam, a segunda mais alta no estado de Kerala. Uma decisão do tribunal removeu a proibição.

## Linha do tempo das realizações das mulheres na Índia

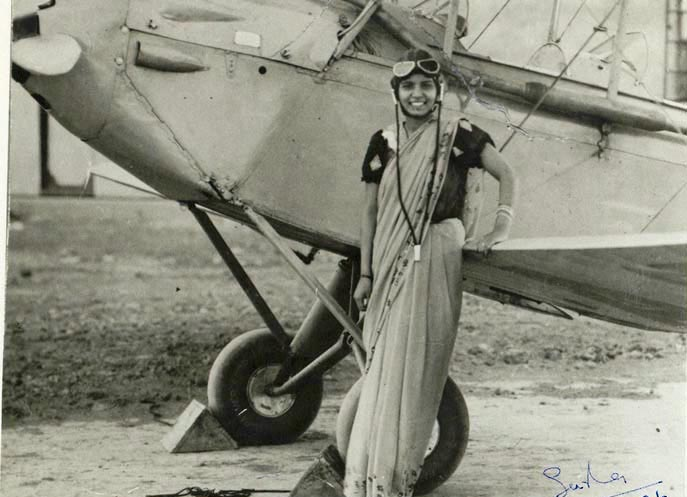
Sarla Thakral tornou-se a primeira mulher indiana a pilotar uma aeronave em 1936.

Linha do tempo das realizações das mulheres na Índia
- 1848: Savitribai Phule, junto com seu marido Jyotirao Phule, abriu uma escola para meninas em Pune, Índia. Savitribai Phule tornou-se a primeira professora mulher na Índia.
- 1879: John Elliot Drinkwater Bethune fundou a Escola Bethune em 1849, que se transformou no Bethune College em 1879, tornando-se a primeira faculdade feminina na Índia.
- 1883: Chandramukhi Basu e Kadambini Ganguly se tornaram as primeiras mulheres graduadas da Índia e do Império Britânico.
- 1886: Kadambini Ganguly e Anandi Gopal Joshi se tornaram as primeiras mulheres da Índia a serem treinadas em medicina ocidental .
- 1898: Inaugurada a Escola para Irmãs Nivedita Girls
- 1905: Suzanne RD Tata se torna a primeira mulher indiana a dirigir um carro.[45]
- 1916: A primeira universidade feminina, SNDT Women's University, foi fundada em 2 de junho de 1916 pelo reformador social Dhondo Keshav Karve com apenas cinco estudantes.
- 1917: Annie Besant se tornou a primeira mulher presidente do Congresso Nacional Indiano.
- 1919: Por seu distinto serviço social, Pandita Ramabai se tornou a primeira mulher indiana a receber a medalha Kaisar-i-Hind pelo Raj britânico.
- 1925: Sarojini Naidu se tornou a primeira mulher presidente nascida na Índia do Congresso Nacional Indiano.
- 1927: Foi fundada a Conferência de Mulheres da Índia.
- 1936: Sarla Thakral se tornou a primeira mulher indiana a pilotar uma aeronave.[46][47][48]
- 1944: Asima Chatterjee se tornou a primeira mulher indiana a receber o Doutorado em Ciências por uma universidade indiana.
- 1947: Em 15 de agosto de 1947, após a independência, Sarojini Naidu tornou-se governador das Províncias Unidas e, nesse processo, tornou-se a primeira mulher governadora da Índia. No mesmo dia, Amrit Kaur assumiu o cargo de primeira ministra da Índia no primeiro gabinete do país.
- Pós-independência: Rukmini Devi Arundale foi a primeira mulher na história indiana a ser nomeada membro do Rajya Sabha. Ela é considerada a mais importante revivalista na forma de dança clássica indiana de Bharatanatyam por seu estilo original de 'sadhir', predominante entre os dançarinos do templo, Devadasis. Ela também trabalhou para o restabelecimento das artes e ofícios tradicionais indianos.
- 1951: Prem Mathur, da Deccan Airways, torna-se a primeira piloto comercial indiana.
- 1953: Vijaya Lakshmi Pandit se tornou a primeira mulher (e a primeira indiana) presidente da Assembléia Geral das Nações Unidas
- 1959: Anna Chandy se torna a primeira mulher indiana a julgar um Supremo Tribunal (Kerala High Court) [49]
- 1963: Sucheta Kriplani se tornou a ministra chefe de Uttar Pradesh, a primeira mulher a ocupar esse cargo em qualquer estado indiano.
- 1966: O capitão Durga Banerjee se torna a primeira mulher indiana piloto da companhia aérea estatal, a Indian Airlines.
- 1966: Kamaladevi Chattopadhyay ganha o prêmio Ramon Magsaysay por liderança comunitária.
- 1966: Indira Gandhi se torna a primeira mulher primeira -ministra da Índia
- 1970: Kamaljit Sandhu se torna a primeira mulher indiana a ganhar um ouro nos Jogos Asiáticos
- 1972: Kiran Bedi se torna a primeira recruta do sexo feminino a ingressar no Serviço de Polícia da Índia.[50]
- 1978: Sheila Sri Prakash se torna a primeira empresária feminina a iniciar de forma independente um escritório de arquitetura
- 1979: Madre Teresa ganha o Prêmio Nobel da Paz, tornando-se a primeira cidadã indiana a fazê-lo.
- 1984: Em 23 de maio, Bachendri Pal se tornou a primeira mulher indiana a escalar o Monte Everest .
- 1986: Surekha Yadav se tornou a primeira mulher asiática piloto de locomotiva ou ferroviária.
- 1989: A juíza M. Fathima Beevi se torna a primeira juíza do Supremo Tribunal da Índia.[49]
- 1991: Mumtaz Kazi se tornou a primeira mulher asiática a dirigir uma locomotiva a diesel em setembro.[51]
- 1992: Asha Sinha se torna a primeira mulher comandante das forças paramilitares da Índia quando foi nomeada comandante da Força Central de Segurança Industrial da Mazagon Dock Shipbuilders Limited.
- 1992: Priya Jhingan se torna a primeira dama cadete a se juntar ao exército indiano (mais tarde comissionado em 6 de março de 1993)[52]
- 1999: Em 31 de outubro, Sonia Gandhi se tornou a primeira mulher líder da Oposição (Índia).
- A primeira mulher indiana a ganhar uma medalha olímpica, Karnam Malleswari, uma medalha de bronze nos Jogos Olímpicos de Sydney nos anos 70   kg de categoria de peso no evento Halterofilismo.
- 2007: Em 25 de julho, Pratibha Patil se tornou a primeira mulher presidente da Índia.
- 2009: Em 4 de junho, Meira Kumar tornou-se a primeira mulher presidente da Lok Sabha.
- 2011: Em 20 de outubro, Priyanka N. dirigiu o trem inaugural do metrô Namma, tornando-se a primeira piloto indiana de metrô.[53]
- 2011: Mitali Madhumita fez história ao se tornar a primeira oficial mulher a ganhar uma medalha Sena por bravura.
- 2014: Um número recorde de 7 ministras é nomeado no ministério de Modi, das quais 6 são do Gabinete, o maior número de ministras do Gabinete em qualquer governo indiano da história. Ministérios de prestígio, como Defesa e Assuntos Externos, estão sendo ministrados por mulheres.[54]
- 2015: Sumita Bose, a primeira autora e primeira mulher a escrever um livro sobre autismo na Índia.[55]
- 2016: J. Jayalalithaa, tornou-se a primeira ministra-chefe na Índia a governar o estado consecutivamente duas vezes, vencendo a eleição da assembléia legislativa.
- 2017: Em 25 de março, Tanushree Pareek se tornou a primeira oficial de combate feminina comissionada pela Força de Segurança nas Fronteiras.[56]
- 2018: Archana Ramasundram da classe de  1980 tornou-se a primeira mulher  diretora geral de polícia de uma força paramilitar,  a Sashastra Seema Bal (Guarda de Fronteiras).
- 2018: em fevereiro, a oficial voadora Avani Chaturvedi, de 24 anos, da Força Aérea Indiana, se tornou a primeira piloto de caça indiana a voar sozinha. Ela pilotou um MiG-21 Bison, um avião a jato com a maior velocidade de pouso e decolagem registrada no mundo.[57]

## Política
A Índia tem um dos maiores números de mulheres na política do mundo. As mulheres ocuparam altos cargos na Índia, incluindo o do Presidente, Primeiro Ministro, Presidente do Lok Sabha e Líder da Oposição. Os estados indianos Madhya Pradesh, Bihar, Uttarakhand, Himachal Pradesh, Andhra Pradesh, Chhattisgarh, Jharkhand, Kerala, Karnataka, Maharashtra, Orissa, Rajastão e Tripura implementaram 50% de reserva para mulheres nas Instituições Panchayati Raj (PRIs) .[ligação inativa]  A maioria dos candidatos nestes Panchayats são mulheres. Atualmente, 100% dos membros eleitos no Kodassery Panchayat em Kerala são mulheres. [ligação inativa]Atualmente, existem 2 ministras-chefe na Índia em setembro de 2018.
Em 2018, 12 dos 29 estados e o território sindical de Délhi tiveram pelo menos uma ministra-chefe.

## Cultura
O estatuto das mulheres na Índia está fortemente ligado às relações familiares. Na Índia, a família é vista como de importância crucial e, na maior parte do país, a unidade familiar é patrilinear. As famílias geralmente são multi-geracionais, com a noiva se mudando para viver com os sogros. As famílias são geralmente hierárquicas, com os idosos tendo autoridade sobre as gerações mais jovens e os homens sobre as mulheres. A grande maioria dos casamentos é monogâmica (um marido e uma esposa), mas a poliginia e a poliandria na Índia têm uma tradição entre algumas populações da Índia. Casamentos na Índia podem ser bastante caros. A maioria dos casamentos  são arranjados.
Com relação ao vestuário, um sari (um longo pedaço de tecido enrolado no corpo) e  o salwar kameez são usados pelas mulheres em toda a Índia. Um bindi faz parte da maquiagem de uma mulher. Apesar da crença comum, o bindi na testa não significa estado civil; no entanto, o Sindoor sim.
Rangoli (ou Kolam) é uma arte tradicional muito popular entre as mulheres indianas.
Na cultura indiana, as famílias geralmente começam o dia com o culto.
Em 1991, o Tribunal Superior de Kerala restringiu a entrada de mulheres acima de 10 anos e abaixo de 50 anos do Santuário Sabarimala, uma vez que estavam na idade menstruada. Em 28 de setembro de 2018, o Supremo Tribunal da Índia suspendeu a proibição de entrada de mulheres. Disse que a discriminação contra as mulheres por qualquer motivo, mesmo religioso, é inconstitucional.
"O modo de vida indiano fornece a visão do modo de vida natural e real. Nós nos escondemos com máscaras não naturais. Na face da Índia estão as expressões ternas que carregam a marca da mão do Criador." .....George Bernard Shaw

## Forças armadas e policiais

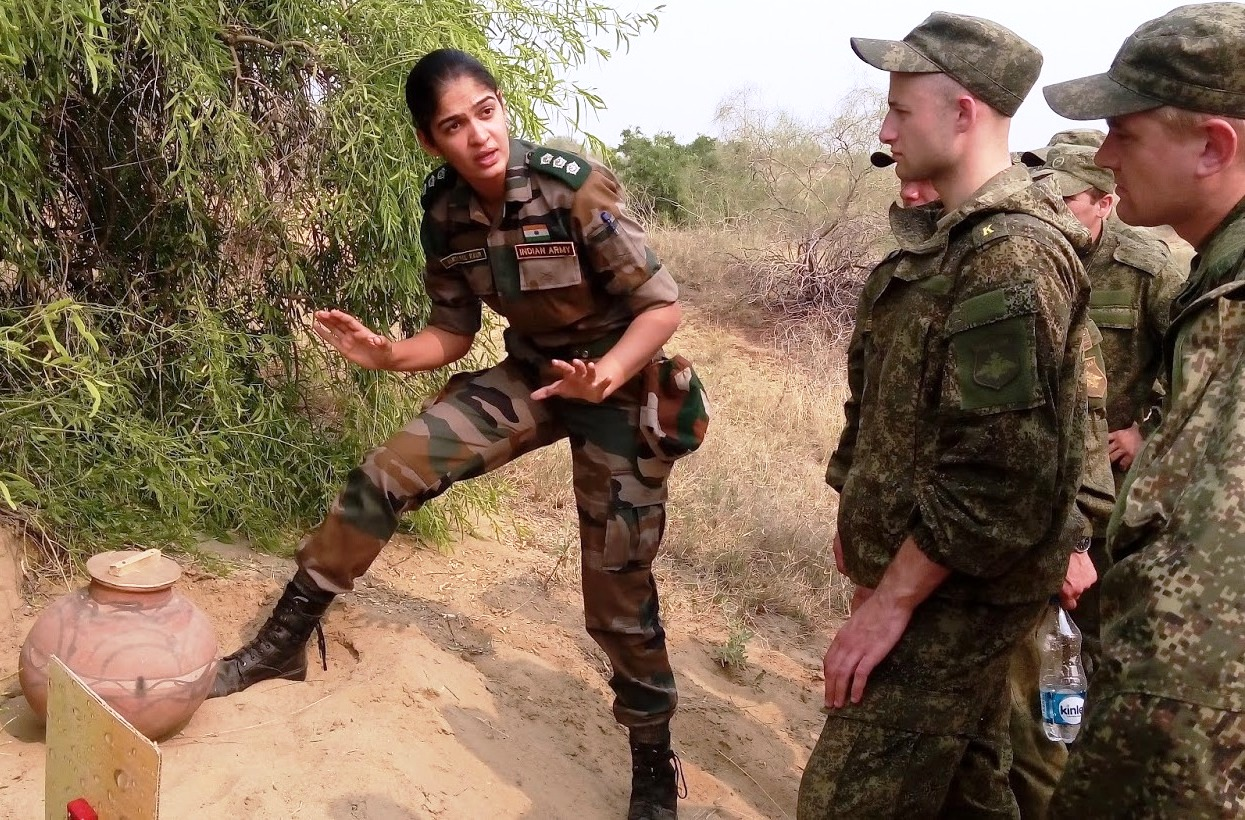
Uma oficial do exército indiano instrui um contingente russo a desarmar um explosivo IED, durante um exercício conjunto em Rajasthan, em 2015

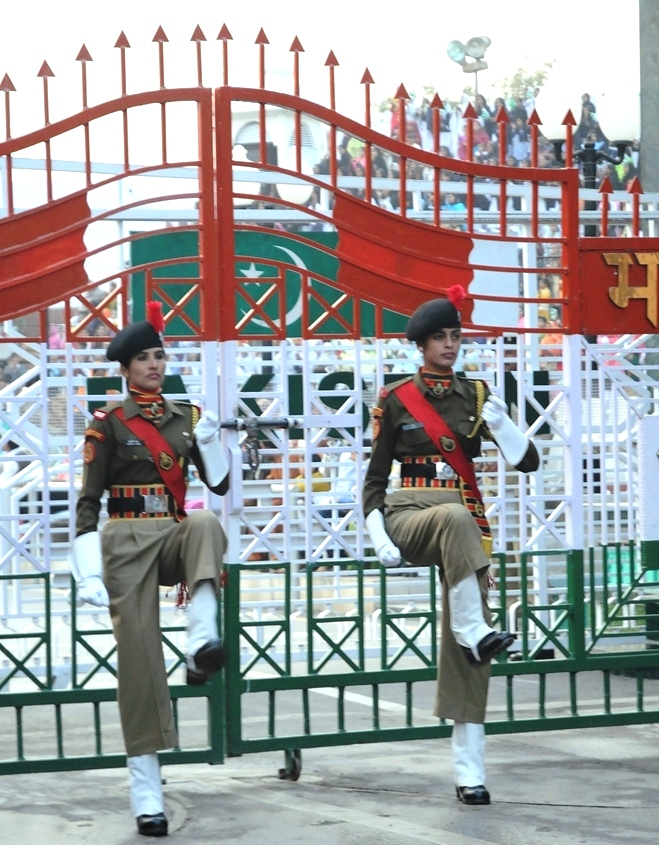
Mulheres da Força de Segurança Fronteiriça na fronteira com o Paquistão.

As forças armadas indianas começaram a recrutar mulheres para cargos não médicos em 1992. O exército indiano começou a induzir oficiais do sexo feminino em 1992. A Força de Segurança nas Fronteiras (BSF) começou a recrutar oficiais do sexo feminino em 2013. Em 25 de março de 2017, Tanushree Pareek se tornou a primeira oficial de combate feminina comissionada pelo BSF.
Em 24 de outubro de 2015, o governo indiano anunciou que as mulheres poderiam servir como pilotos de caça na Força Aérea Indiana (IAF), tendo anteriormente sido permitido apenas pilotar aviões  e helicópteros de transporte. A decisão significa que as mulheres agora são elegíveis para indução em qualquer função na IAF. Em 2016, a Índia anunciou uma decisão para permitir que as mulheres assumissem papéis de combate em todas as seções de seu exército e marinha.
Em 2014, as mulheres constituíam 3% do pessoal do Exército indiano, 2,8% do pessoal da Marinha e 8,5% do pessoal da Força Aérea. A partir de 2016, as mulheres representavam 5% de todo o pessoal ativo e reserva das forças armadas indianas.
Em 1972, Kiran Bedi se tornou a primeira e  única mulher em um lote de 80 oficiais da IPS (Indian Police Service) . Ela ingressou no quadro da AGMUT ( Assam–Meghalaya and Arunachal Pradesh–Goa–Mizoram–Union Territories) . Em 1992, Asha Sinha, uma oficial de IPS do lote de 1982, tornou-se a primeira mulher comandante das forças paramilitares da Índia,  quando foi destacada como comandante da Força Central de Segurança Industrial na Mazagon Dock Shipbuilders Limited.
Kanchan Chaudhary Bhattacharya, a segunda mulher oficial da IPS da Índia, pertencente ao lote de 1973, se tornou a primeira diretora geral da polícia de um estado da Índia quando foi nomeada DGP da polícia de Uttarakhand. Em 2018, a oficial da IPS Archana Ramasundram do lote de 1980, se tornou a primeira mulher  diretora geral de polícia de uma força paramilitar como DG, a Sashastra Seema Bal (SSB). Em março de 2018, a Polícia de Délhi anunciou que começaria a induzir mulheres à sua equipe SWAT.

## Educação e desenvolvimento econômico
De acordo com os números de 1992 a 1993, apenas 9,2% dos domicílios na Índia eram chefiados por mulheres. No entanto, aproximadamente 35% das famílias abaixo da linha da pobreza eram chefiadas por mulheres.

### Educação

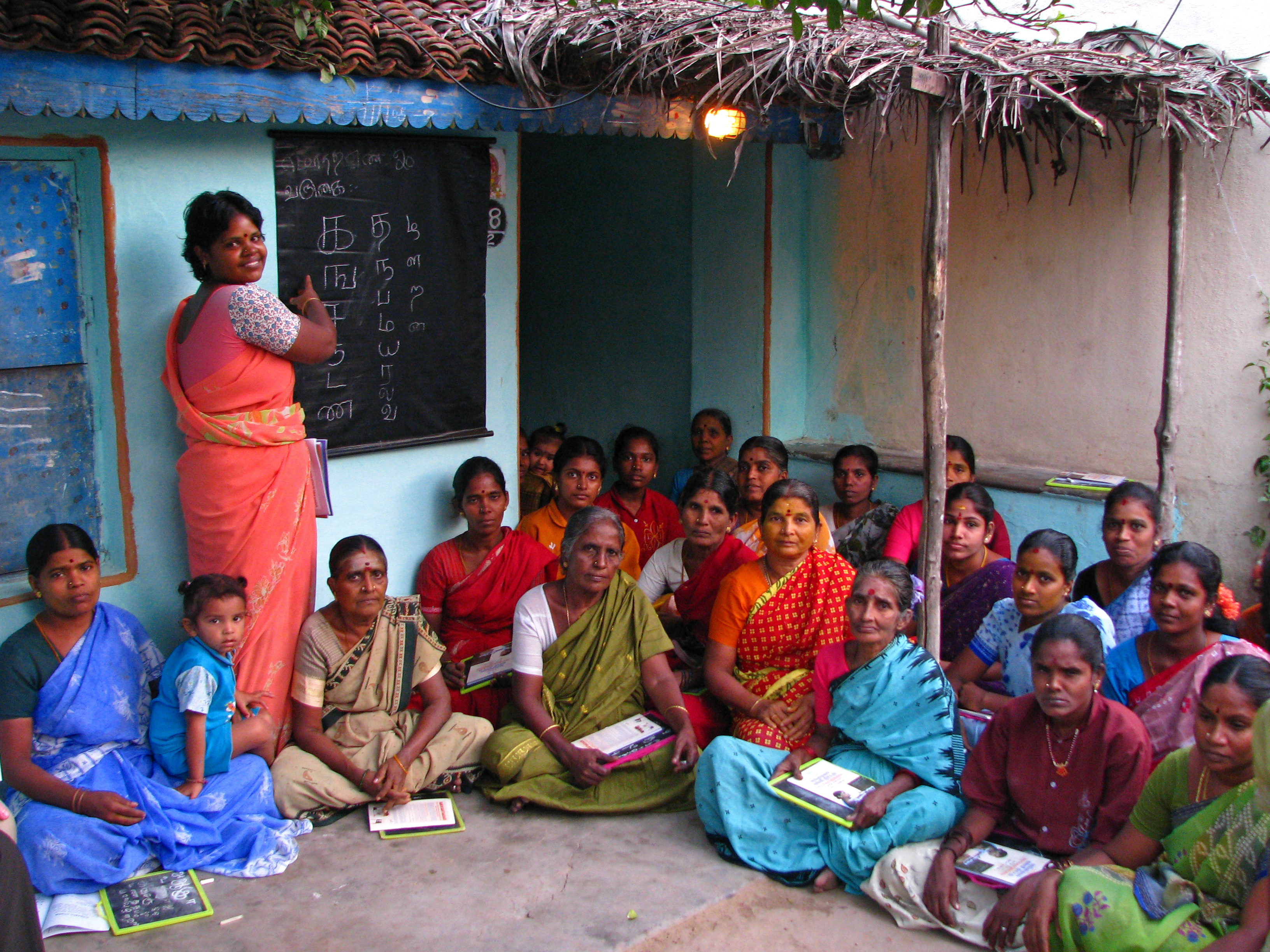
Mulheres participam de uma aula de alfabetização de adultos em Thiruputkuzhi, estado de Tamil Nadu. A taxa geral de alfabetização feminina no estado em 2011 foi de 73,44%. Na década anterior, tinha aumentado 9%.

Embora esteja aumentando drasticamente, a taxa de alfabetização feminina na Índia é menor que a taxa de alfabetização masculina. Muito menos meninas do que meninos estão matriculadas na escola, e muitas meninas a abandonam. Na Índia urbana, as meninas são quase iguais aos meninos em termos de educação. No entanto, na zona rural da Índia, as meninas continuam sendo menos instruídas que os meninos. De acordo com o National Sample Survey Data de 1997, apenas os estados de Kerala e Mizoram abordaram a alfabetização feminina universal. Segundo os estudiosos, o principal fator por trás das melhorias no status social e econômico das mulheres em Kerala é a alfabetização.
Sob o programa de Educação Não Formal (ENF), cerca de 40% dos centros de ENF nos estados e 10% dos centros em UTs são reservados exclusivamente para mulheres. Em 2000, cerca de 300.000 centros de ENF estavam atendendo a cerca de 7,42 milhões de crianças. Cerca de 120.000 centros de ENF eram exclusivamente para meninas.
De acordo com um relatório de 1998 do Departamento de Comércio dos EUA, as principais barreiras à educação feminina na Índia são instalações escolares inadequadas (como instalações sanitárias), escassez de professoras e viés de gênero no currículo. Um estudo dos manuais escolares nos anos 80 descobriu que os homens eram personagens principais nas lições: eram retratados como fortes, aventureiros, inteligentes, ao passo que as mulheres, quando incluídas, eram descritas como fracas, desamparadas, muitas vezes como vítimas de abusos e espancamentos.
A taxa de alfabetização é mais baixa para as mulheres em comparação aos homens:  é de 60,6% para as mulheres, enquanto para os homens é de 81,3%. O censo de 2011, no entanto, indicou um crescimento decadal de alfabetização em 2001-2011 de 9,2%, mais lento que o crescimento observado na década anterior. Existe uma grande disparidade de gênero na taxa de alfabetização na Índia: as taxas efetivas de alfabetização (com 7 anos ou mais) em 2011 foram de 82,14% para homens e 65,46% para mulheres. (população com 15 anos ou mais, dados de 2015).

### Participação da força de trabalho

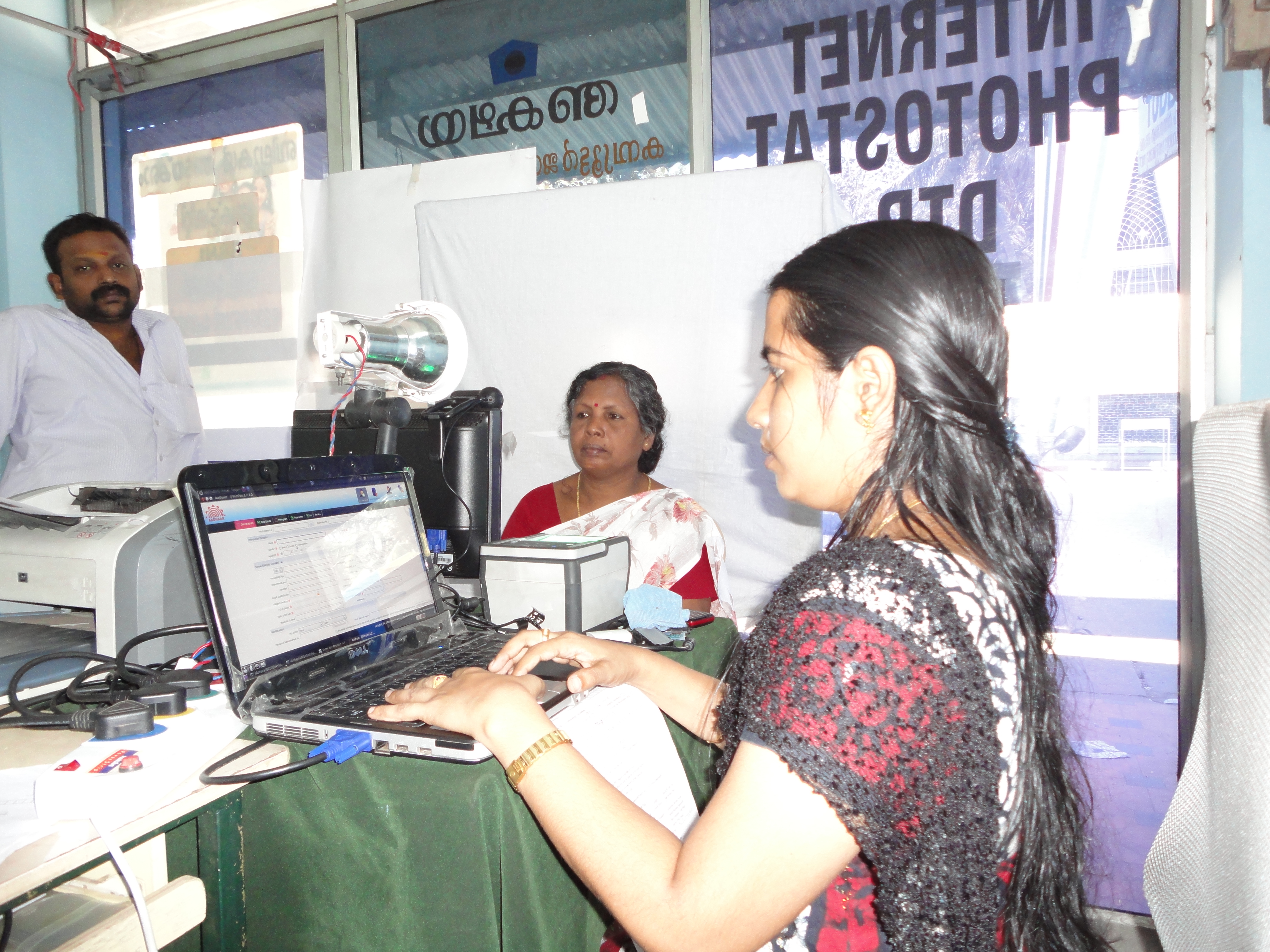
Uma mulher que trabalha em um centro de Aadhaar (sistema de identificação dos cidadãos) na Índia.

Ao contrário da percepção comum, uma grande porcentagem de mulheres na Índia está ativamente envolvida no trabalho tradicional e não tradicional. As agências nacionais de coleta de dados admitem que as estatísticas subestimam seriamente a contribuição das mulheres como trabalhadoras. No entanto, há muito menos mulheres do que homens na força de trabalho remunerada. Na Índia urbana, as mulheres participam da força de trabalho em números notáveis. Por exemplo, na indústria de software, 30% da força de trabalho é do  sexo feminino.
Nas áreas rurais da Índia, nos setores agrícola e industrial afins, as mulheres respondem por 89,5% da força de trabalho. Na produção agrícola geral, a contribuição média das mulheres é estimada em 55% a 66% do trabalho total. De acordo com um relatório do Banco Mundial de 1991, as mulheres representavam 94% do emprego total na produção de laticínios na Índia.
As mulheres constituem 51% do total de empregados em pequenas empresas baseadas na floresta.

#### Disparidade salarial
Em 2017, um estudo realizado pelo Monster Salary Index (MSI) mostrou que a disparidade salarial entre os sexos ( pay gap) na Índia era de 20%. Ele descobriu que a diferença era menor nos primeiros anos de experiência.
Enquanto os homens com 0 a 2 anos de experiência obtiveram salários médios 7,8% mais altos do que as mulheres, no grupo de 6 a 10 anos de experiência, a diferença salarial foi de 15,3%. A disparidade salarial se torna maior em cargos de nível sênior, pois os homens com 11 e mais anos de cargo ganham salários em média 25% mais altos do que as mulheres.
Com base na formação educacional, os homens com um diploma de bacharel obtiveram, em média, salários médios 16% mais altos do que as mulheres nos anos de 2015, 2016 e 2017, enquanto os titulares de mestrado experimentam diferenças salariais ainda maiores. Homens com um diploma de quatro ou cinco anos ou o equivalente a um mestrado obtiveram, em média, um salário médio 33,7% maior que as mulheres.
Embora a Índia aprovasse a Lei da Remuneração Igualitária em 1976, que proíbe a discriminação na remuneração por razão  de sexo, na prática, a disparidade salarial ainda existe.

#### Mulheres capacitadas
Uma das mais famosas histórias de sucesso empresarial feminino, do setor rural, é a cooperativa Shri Mahila Griha Udyog Lijjat Papad. Iniciada em 1959 por sete mulheres em Mumbai com um capital inicial de apenas Rs. 80, teve um volume de negócios anual de mais de Rs. 800 crore (mais de US $ 109 milhões) em 2018. Oferece emprego a 43.000 (em 2018) mulheres em todo o país.
Uma das maiores cooperativas de laticínios do mundo, Amul, começou mobilizando mulheres rurais em Anand, no estado ocidental de Gujarat.

#### Mulheres de sucesso
Em 2006, Kiran Mazumdar-Shaw, que fundou a Biocon, uma das primeiras empresas de biotecnologia da Índia, foi classificada como a mulher mais rica da Índia. Lalita D. Gupte e Kalpana Morparia foram as únicas mulheres de negócios na Índia que entraram na lista da Forbes das mulheres mais poderosas do mundo em 2006. Gupte administrou o ICICI Bank, o segundo maior banco da Índia, até Outubro de 2006 e Morparia é CEO do JP Morgan India.
Mazumdar-Shaw permaneceu a mulher mais rica por mèrito próprio em 2018, ocupando o 72º lugar em termos de patrimônio líquido na lista anual rica da Forbes. Ela foi a quarta e última mulher da lista, mostrando assim que 96 das 100 entidades mais ricas do país continuavam controladas por  homens, direta ou indiretamente.
De acordo com a lista Kotak Wealth Hurun - Leading Wealthy Women 2018, que compilou as 100 mulheres indianas mais ricas com base em seu patrimônio líquido, em 30 de junho de 2018 Shaw era apenas uma das duas mulheres, sendo a outra Jayshree Ullal, que não herdou sua riqueza atual de parentes,  entre os dez primeiros lugares
No entanto, a Índia tem uma forte história de muitas mulheres com riqueza herdada estabelecendo grandes empresas,  ou lançando carreiras de sucesso pelos seus próprios méritos.

### Direitos de terra e propriedade

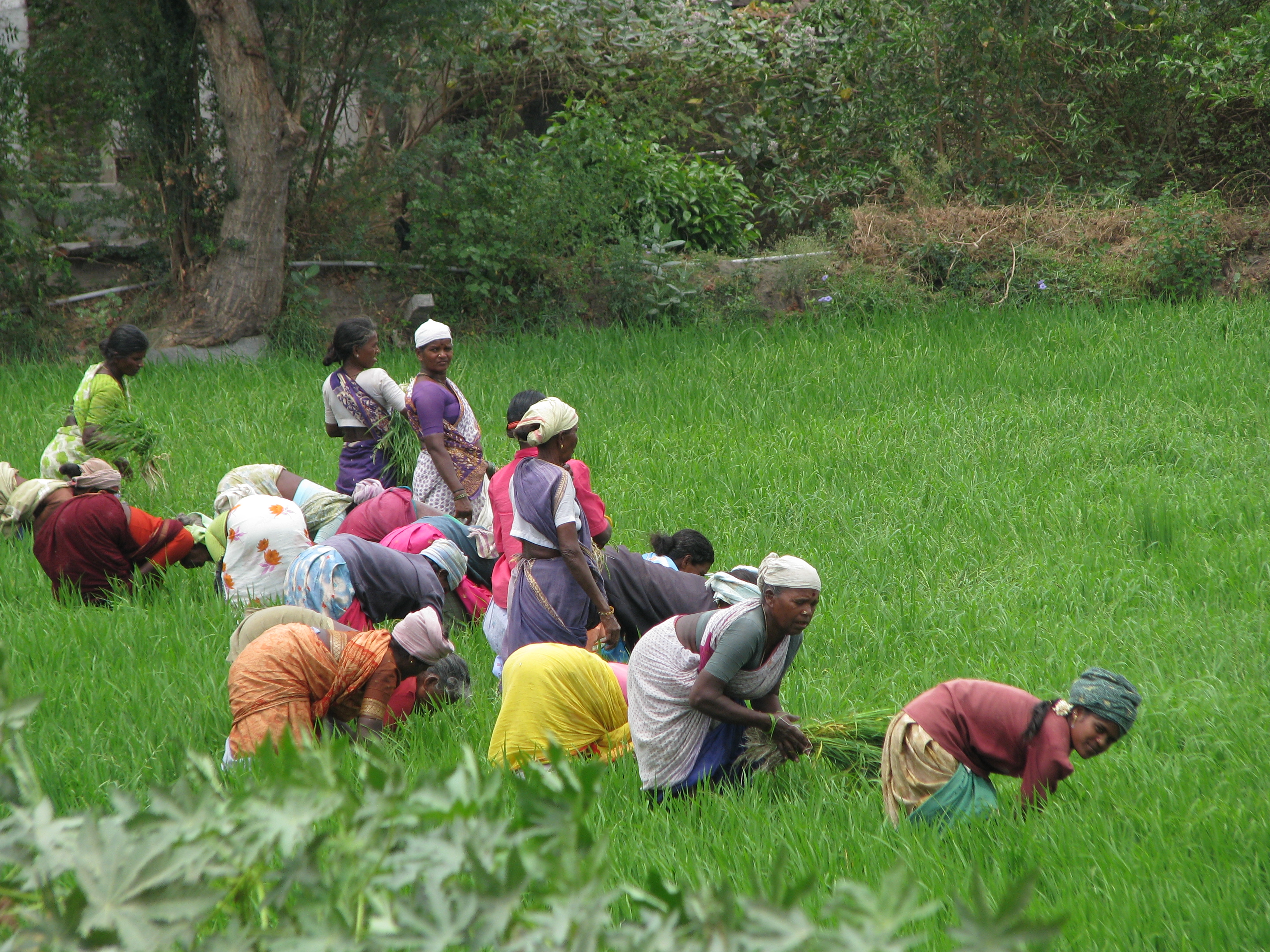
Mulheres colhendo arroz em Tamil Nadu. As mulheres raramente possuem terras em seus próprios nomes, embora freqüentemente trabalhem na agricultura.

Na maioria das famílias indianas, as mulheres não possuem nenhuma propriedade em seus próprios nomes e não recebem uma parte da propriedade dos pais. Devido à fraca aplicação das leis que as protegem, as mulheres continuam a ter pouco acesso à terra e à propriedade. Na Índia, os direitos de propriedade das mulheres variam de acordo com a religião e a tribo e estão sujeitos a uma complexa mistura de leis e costumes mas, em princípio, o movimento tem sido no sentido de conceder às mulheres iguais direitos legais, especialmente desde o fim da Lei de Sucessão Hindu (Emenda) de 2005.
As leis pessoais hindus de 1956 (aplicáveis a hindus, budistas, sikhs e jainistas) deram às mulheres direitos de herança. No entanto, os filhos tinham uma parte independente na propriedade ancestral, enquanto as partes das filhas eram baseadas na parte recebida pelo pai. Portanto, um pai poderia efetivamente deserdar uma filha renunciando à sua parte da propriedade ancestral, mas um filho continuaria a ter uma parte em seu próprio direito. Além disso, as filhas casadas, mesmo as que enfrentam abuso e assédio doméstico, não tinham direitos residenciais no lar ancestral. Graças a uma alteração das leis hindus em 2005, as mulheres agora têm o mesmo estatuto que os homens.
Em 1986, a Suprema Corte da Índia decidiu que Shah Bano, uma muçulmana de cerca de setenta anos de idade, de quem o marido se divorciara, era elegível para receber pensão alimentícia, de acordo com o código penal indiano, no qual a Seção 125 estipula tal procedimento,  e que em teoria abrange todos os cidadãos indianos. No entanto, a decisão foi contestada por líderes muçulmanos fundamentalistas, que alegaram que o tribunal estava interferindo em suas leis pessoais, baseadas na Xaria. Milhares de muçulmanos manifestaram-se nas ruas contra a decisão do Supremo. Pressionado, posteriormente o Governo da União aprovou a Lei das Mulheres Muçulmanas (Proteção de Direitos após o Divórcio) , considerada um retrocesso nos direitos das mulheres muçulmanas.
Da mesma forma, as mulheres cristãs têm lutado ao longo dos anos por direitos iguais no divórcio e na sucessão. Em 1994, todas as igrejas, juntamente com as organizações de mulheres, elaboraram um projeto de lei chamado Projeto de Lei do Casamento Cristão e Causas Matrimoniais. No entanto, o governo ainda não alterou as leis relevantes.  Em 2014, a Comissão de Direito da Índia pediu ao governo que modificasse a lei para conceder às mulheres cristãs direitos de propriedade iguais.

## Crimes contra as mulheres

O mapa mostra a taxa comparativa de violência contra as mulheres nos estados indianos e territórios da união em 2012. Os dados de taxa de criminalidade por 100.000 mulheres neste mapa são a definição mais ampla de crime contra mulheres sob a lei indiana. Inclui estupro, agressão sexual, insulto à modéstia, rapto, sequestro, crueldade por parceiro íntimo ou familiares, tráfico, perseguição por dote, mortes por dote, indecência e todos os outros crimes listados no Código Penal Indiano.

Crimes contra mulheres como estupro, ataques com ácido, morte por dote, os assim chamados crimes  de honra e prostituição forçada foram relatados na Índia. Os registros policiais na Índia mostram uma alta incidência de crimes contra as mulheres. O National Crime Records Bureau informou em 1998 que, até 2010, o crescimento da taxa de crimes contra as mulheres excederia a taxa de crescimento da população. Anteriormente, muitos crimes contra mulheres não eram denunciados à polícia devido ao estigma social associado ao estupro e abuso sexual. As estatísticas oficiais mostram um aumento dramático nas denúncias de crimes contra mulheres.

### Ataques com ácido
Mulheres pertencentes a qualquer classe, casta, credo ou religião podem ser vítimas desta forma cruel de violência e desfiguração, um crime premeditado que visa matar ou mutilar permanentemente e servir de lição para "colocar uma mulher no seu lugar." Na Índia, ataques com ácidos contra mulheres que ousaram recusar a proposta de casamento de um homem ou pediram o divórcio são uma forma de vingança. O ácido é barato, facilmente disponível e a maneira mais rápida de destruir a vida de uma mulher. O número de ataques com ácido tem aumentado, na Índia assim como no Paquistão e Bangladesh.

### Casamento infantil
O casamento infantil tem sido tradicionalmente prevalecente na Índia, mas não é tão continuado na Índia moderna até aos dias de hoje. Historicamente, as noivas crianças moravam com seus pais até atingirem a puberdade. No passado, as crianças viúvas eram condenadas a uma vida de grande agonia, com as cabeças rapadas, vivendo isoladas e sendo evitadas pela sociedade. Embora o casamento infantil tenha sido proibido em 1860, ainda é uma prática comum. A lei de restrição ao casamento infantil de 1929 é a legislação relevante no país.
De acordo com o relatório "Estado das Crianças do Mundo em 2009" da UNICEF, 47% das mulheres indianas de 20 a 24 anos se casaram antes dos 18 anos de idade, subindo para 56% nas áreas rurais. O relatório também mostrou que 40% dos casamentos infantis do mundo ocorrem na Índia.

### Violência doméstica
A violência doméstica na Índia é endêmica. Cerca de 70% das mulheres na Índia são vítimas de violência doméstica, segundo Renuka Chowdhury, ex-ministra da União para Mulheres e Desenvolvimento Infantil. A violência doméstica foi legalmente abordada na década de 1980, quando a Lei de Direito Penal de 1983 introduziu a seção 498A "Marido ou parente do marido de uma mulher sujeitando-a a crueldade".
O National Crime Records Bureau revela que um crime contra uma mulher é cometido a cada três minutos, uma mulher é estuprada a cada 29 minutos, uma morte por dote ocorre a cada 77 minutos e um caso de crueldade cometido pelo marido ou parentes do marido ocorre  a cada nove minutos. Isso  apesar do fato de que as mulheres na Índia estarem  legalmente protegidas contra abuso doméstico sob a Lei de Proteção das Mulheres contra a Violência Doméstica.
Na Índia, é considerado  violência doméstica contra as mulheres qualquer tipo de abuso que possa ser visto como  uma ameaça; também pode ser abuso físico, psicológico ou sexual a qualquer parceiro atual ou anterior. A violência doméstica não é tratada como crime ou queixa, é vista mais como um assunto privado ou familiar. Ao determinar a categoria de uma queixa, ela se baseia em casta, classe, preconceito religioso e raça, o que também determina se uma ação deve ser tomada ou não. Muitos estudos relataram sobre a prevalência da violência e adotaram uma abordagem de justiça criminal, mas a maioria das mulheres se recusa a denunciá-la. Estas mulheres têm garantia constitucional de justiça, dignidade e igualdade, mas continuam a recusar com base em seus contextos socioculturais. Como as mulheres se recusam a falar sobre a violência e encontrar ajuda, elas também não estão recebendo o tratamento adequado.

### Dote

Um mapa da taxa indiana de mortes por dote por cada 100.000 pessoas (dados de 2012).

Em 1961, o governo da Índia aprovou a Lei de Proibição de Dote, tornando ilegais as demandas de dote nos arranjos de casamento. No entanto, muitos casos de violência doméstica, suicídios e assassinatos relacionados ao dote foram relatados. Nos anos 80, numerosos casos foram relatados.
Em 1985, as Regras da  Proibição do Dote (manutenção de listas de presentes para a noiva e o noivo) foram elaboradas. De acordo com essas regras, deve ser mantida uma lista assinada de presentes dados no momento do casamento à noiva e ao noivo. A lista deve conter uma breve descrição de cada presente, seu valor aproximado, o nome de quem deu o presente e o relacionamento com o destinatário. No entanto, essas regras raramente são aplicadas.
Um relatório de 1997 afirmava que a cada ano pelo menos cinco mil  mulheres na Índia sao assassinadas  por questões de  dote, e pelo menos uma dúzia morre todos os dias em "incêndios na cozinha", considerados intencionais. O termo para isso é "queima de noiva" e é criticado na própria Índia.
Em 2011, o National Crime Records Bureau registrou 8.618 mortes por dote. Estimativas não oficiais afirmam que os números são pelo menos três vezes maiores.

### Infanticídio feminino e aborto seletivo por sexo

Um mapa da proporção de sexos na Índia (dados de 2011)

Na Índia, a proporção entre homens e mulheres é dramaticamente inclinada a favor dos homens. Um elevado número de mulheres morre antes de atingir a idade adulta. As mulheres na Índia continuam a ser cidadãs de segunda classe. Em cada fase das suas vidas, começando antes do nascimento, as mulheres são privadas dos seus direitos , e discriminadas de muitas formas.
As meninas e mulheres enfrentam violência dentro e fora da família durante toda a sua vida. Os registos policiais mostram que uma mulher é molestada no país a cada 26 minutos. Ocorre uma violação de 34 em 34 minutos. A cada 42 minutos, tem lugar um incidente de assédio sexual. A cada 43 minutos, uma mulher é raptada. A cada 93 minutos, uma mulher é morta.As sociedades tribais na Índia têm uma proporção de sexo menos distorcida do que outros grupos de castas. Isso apesar do fato de as comunidades tribais terem níveis de renda muito mais baixos, taxas de alfabetização mais baixas e instalações de saúde menos adequadas. Muitos especialistas sugerem que o maior número de homens na Índia pode ser atribuído a abortos seletivos por sexo e infanticídios femininos. A proporção de sexo é particularmente má na região noroeste do país, principalmente em Haryana, e Jammu e Caxemira.
A varredura por ultrassom constituiu um grande salto em frente na prestação de cuidados à mãe e ao bebê, e com os scanners se tornando portáteis, essas vantagens se espalharam para as populações rurais. No entanto, as ultrassonografias geralmente revelam o sexo do bebê, permitindo que as mulheres grávidas decidam abortar os fetos femininos e tentar novamente mais tarde para uma criança do sexo masculino. Essa prática é geralmente considerada a principal razão para a mudança na proporção de meninos e meninas à nascença.
Em 1994, o governo indiano aprovou uma lei que proíbe as mulheres ou suas famílias de perguntar sobre o sexo do bebê após uma ecografia (ou qualquer outro teste que produza essa informação) e também proíbe expressamente médicos ou qualquer outra pessoa de fornecer essa informação. Na prática, essa lei (como a lei que proíbe dotes) é amplamente ignorada, e os níveis de aborto em fetos femininos permanecem altos e a proporção de sexo no nascimento fica cada vez mais distorcida.
O infanticídio feminino (assassinato de meninas) ainda é predominante em algumas áreas rurais. Às vezes, isso é infanticídio por negligência, por exemplo, as famílias não  gastam dinheiro com medicamentos essenciais ou recusam  cuidados a uma menina doente.
A maioria das mulheres passa pela vida num estado de stress nutricional, anémicas e subnutridas. No seio das famílias, as meninas e mulheres são as últimas a alimentar-se e com pouca quantidade. Muitas mulheres morrem antes de atingirem a idade adulta.
O abuso contínuo da tradição do dote tem sido uma das principais razões para abortos seletivos por sexo e infanticídios femininos na Índia.

### Crimes de honra
Os assim chamados  "crimes de honra"  foram relatados nas regiões do norte da Índia, principalmente nos estados indianos de Punjab, Rajastão, Haryana e Uttar Pradesh, como resultado da menina se casar sem a aceitação da família e, às vezes, por se casar fora de sua casta ou religião. Haryana é notória por incidentes de crimes de honra, que foram descritos como "assustadoramente comuns nas aldeias de Haryana". Em contraste, os crimes de honra são raros ou inexistentes no sul da Índia e nos estados ocidentais da Índia de Maharashtra e Gujarat . Em algumas outras partes da Índia, principalmente em Bengala Ocidental, os crimes de honra cessaram completamente há cerca de um século, em grande parte devido ao ativismo e influência de reformistas como Vivekananda, Ramakrishna, Vidyasagar e Raja Ram Mohan Roy. Em 2010, o Supremo Tribunal da Índia emitiu um aviso em relação a assassinatos de honra aos estados de Punjab, Haryana, Bihar, Uttar Pradesh, Rajastão, Jharkhand, Himachal Pradesh e Madhya Pradesh.

### Acusações de bruxaria
A violência contra as mulheres relacionada a acusações de bruxaria ocorre na Índia, particularmente em partes do norte da Índia. A crença no sobrenatural entre a população indiana é forte, e linchamentos por bruxaria são relatados pela mídia. Em Assam e Bengala Ocidental, entre 2003 e 2008, houve cerca de 750 mortes relacionadas a acusações de bruxaria. Funcionários no estado de Chhattisgarh relataram em 2008 que pelo menos 100 mulheres são maltratadas anualmente como suspeitas de bruxaria.

### Estupro

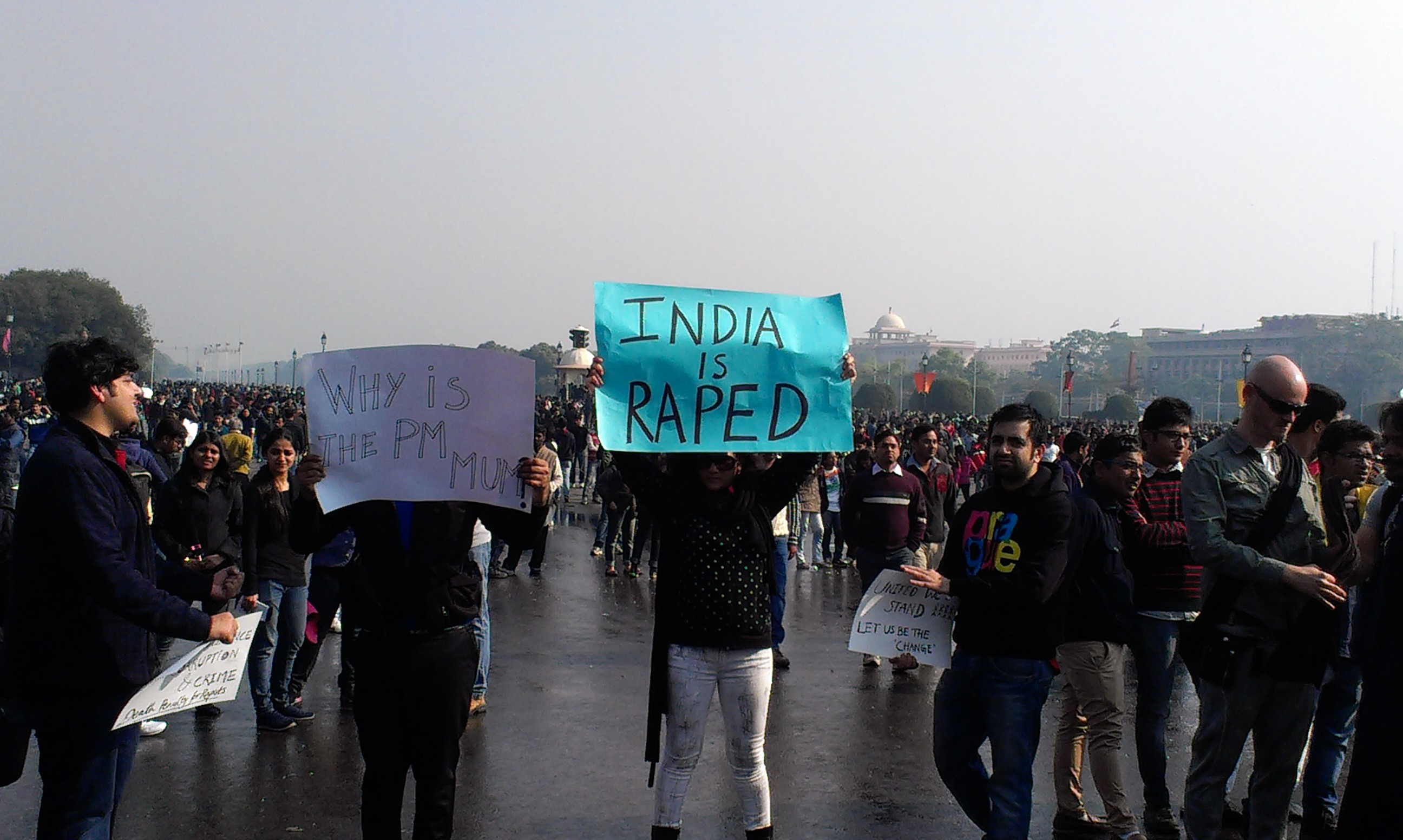
Protesto em Deli, Índia, depois de uma jovem estudante ter sido violada em grupo na capital, em Dezembro de 2012

O estupro na Índia foi descrito por Radha Kumar como um dos crimes mais comuns na Índia contra as mulheres e pelo chefe de direitos humanos da ONU como um "problema nacional". Desde a década de 1980, os grupos de direitos das mulheres fizeram lobby para que o estupro conjugal fosse declarado ilegal, mas a Lei de Direito Penal (Emenda) de 2013 ainda mantém a isenção conjugal, declarando em sua cláusula de exceção sob a Seção 375, que: "Relações sexuais ou os atos sexuais de um homem com sua própria esposa, que não tenha menos de quinze anos, não são estupros". Embora os incidentes relatados per capita sejam bastante baixos em comparação com outros países, mesmo países desenvolvidos, um novo caso é relatado a cada 20 minutos.
Nova Deli tem um dos índices mais altos de estupro entre as cidades indianas. Fontes mostram que os casos de estupro na Índia dobraram entre 1990 e 2008.

### Assédio sexual
A provocação de Eva é um eufemismo  para assédio sexual ou abuso sexual de mulheres por homens. Muitos ativistas culpam os crescentes incidentes de assédio sexual contra mulheres pela influência da "cultura ocidental".[carece de fontes?]  Em 1987, a Lei de Representação Indecente de Mulheres (Proibição) foi aprovada para proibir a representação indecente de mulheres por meio de anúncios ou publicações, escritos, pinturas ou de qualquer outra forma.
Do número total de crimes contra mulheres denunciados em 1990, metade estava relacionada a abuso e assédio no local de trabalho. Em 1997, em um julgamento histórico, a Suprema Corte da Índia adotou uma forte posição contra o assédio sexual de mulheres no local de trabalho. O Tribunal também estabeleceu diretrizes detalhadas para prevenção e reparação de queixas. A Comissão Nacional para as Mulheres elaborou posteriormente essas diretrizes num Código de Conduta para os empregadores. Em 2013, o tribunal superior da Índia investigou a alegação de uma graduada em direito de que ela foi assediada sexualmente por um juiz recém-aposentado do Supremo Tribunal. A Lei de Assédio Sexual de Mulheres no Local de Trabalho (Prevenção, Proibição e Reparação) entrou em vigor em dezembro de 2013, para impedir o assédio de mulheres no local de trabalho.
Segundo um relatório da Human Rights Watch, apesar de as mulheres denunciarem cada vez mais o assédio sexual no trabalho, continuam a enfrentar o estigma e o medo de represálias à medida que os governos promovem, estabelecem e monitorizam comissões de queixas. Como explicou o director da Human Rights Watch no Sul da Ásia, "a Índia tem leis progressivas para proteger as mulheres do abuso sexual por parte dos chefes, colegas e clientes, mas não tomou medidas básicas para fazer cumprir estas leis".
Um estudo da ActionAid UK constatou que 80% das mulheres na Índia sofreram assédio sexual, variando de comentários indesejados,a  serem  apalpadas ou agredidas. Mas as activistas dizem que esses números continuam a ser muito subestimados porque muitos incidentes não são relatados pelas  vítimas, que  temem ser evitadas por suas próprias  famílias.

## Leis de segurança das mulheres
1. Guardians & Wards Act, 1890[141]
2. Indian Penal Code, 1860
3. Christian Marriage Act, 1872
4. Indian Evidence Act, 1872[142]
5. Married Women's Property Act, 1874
6. Workmen's compensation Act, 1923
7. Indian Successions Act, 1925
8. Immoral Traffic (prevention) Act, 1956
9. Dowry Prohibition Act, 1961[143]
10. Commission of Sati(Prevention) Act, 1987
11. Cinematograph Act, 1952
12. Births, Deaths & Marriages Registration Act, 1886
13. Minimum Wages Act, 1948
14. Prevention of Children from Sexual Offences Act, 2012
15. Child Marriage Restraint Act, 1929
16. Muslim Personal Law (Shariat) Application,1937
17. Indecent Representation of Women(Prevention) Act,1986
18. Special Marriage Act, 1954[144]
19. Hindu Marriage Act, 1955
20. Hindu Successions Act, 1956
21. Foreign Marriage Act, 1969
22. Family Courts Act, 1984
23. Maternity Benefit Act, 1961
24. Hindu Adoption & Maintenance ACT, 1956
25. Code of Criminal Procedure, 1973
26. Medical Termination of Pregnancy Act, 1971
27. National Commission for Women Act, 1990
28. The Pre-conception and Pre-natal Diagnostic Techniques (Prohibition of Sex Selection) Act, 1994
29. Protection of Women from Domestic Violence Act, 2005
30. Sexual Harassment of Women at Work Place (Prevention, Prohibition & Redressal) Act, 2013[145]
31. Indian Divorce Act, 1969
32. Equal Remuneration Act, 1976
33. Hindu Widows Remarriage Act, 1856
34. Muslim women (protection of rights on divorce) Act, 1986

## Outras preocupações

### Opiniões sociais
Após vários ataques brutais de estupro na capital Deli, entrevistas do jornal britânico Guardian a uma pequena amostra de jovens indianos em Goa revelaram que eles acreditavam que se as mulheres  se vestirem  de certa maneira sexy, os rapazes não se conseguirão controlar e vão violá-las. "Acontece". A escritora indiana Arundhati Roy comenta: "Na Índia, é mais seguro ser uma vaca do que ser uma mulher porque as vacas são protegidas e as mulheres são atacadas." Diz ainda: "O tipo e a quantidade de violência que existe na Índia é completamente impensável. (...) A Índia é um país que vive em vários séculos simultaneamente. Estamos no século XXI e no século IX e por vezes em cinco minutos pode passar-se de um para outro."

### Participação das mulheres na vida social
O grau em que as mulheres participam da vida pública, ou seja, fora de casa, varia de acordo com a região e a origem. Por exemplo, os Rajputs, um clã patrilinear que habita partes da Índia, especialmente a região noroeste, praticam tradicionalmente o ghunghat (purdah) e muitos ainda o praticam até hoje. Nos últimos anos, no entanto, mais mulheres começaram a desafiar essas normas sociais: por exemplo, as mulheres na zona rural de Haryana estão cada vez mais rejeitando o ghunghat. Na Índia, a maioria da população (cerca de dois terços)  é rural e, como tal, vive em comunidades muito unidas, onde é muito fácil para uma mulher arruinar a "honra" de sua família através de seu comportamento. O conceito de honra da família é especialmente predominante no norte da Índia. O Izzat é um conceito de honra predominante na cultura do norte da Índia, Bangladesh e do Paquistão. Izzat aplica-se a ambos os sexos, mas de maneiras diferentes. As mulheres devem defender a "honra da família" sendo castas, passivas e submissas, enquanto os homens devem ser fortes, corajosos, dispostos a,  e capazes de, controlar as mulheres de suas famílias. As áreas rurais ao redor de Delhi estão entre as mais conservadoras da Índia: estima-se que 30% de todos os assassinatos de honra da Índia ocorram no Uttar Pradesh Ocidental,[ligação inativa] enquanto o estado de Haryana foi descrito como "um dos mais conservadores da Índia quando trata de casta, casamento e papel das mulheres. Profundamente patriarcal, a pureza de casta é primordial e os casamentos são organizados para sustentar o status quo".
Em 2018, o Supremo Tribunal da Índia levantou uma proibição de décadas que proibia mulheres entre 10 e 50 anos de entrar no templo de Sabarimala em Kerala. , por tal proibiçao ser contra o direito das mulheres à igualdade e ao culto.        Em 2019, duas mulheres entraram no templo sob proteção policial. Nacionalistas hindus protestaram contra a entrada das mulheres e Sreedharan Pillai, presidente estadual do ramo nacionalista do Partido Bharatiya Janata (do qual o primeiro-ministro indiano Narendra Modi é membro) descreveu a entrada das mulheres no templo como "uma conspiração dos governantes ateus para destruir os templos hindus ". O primeiro-ministro Modi disse: "Sabíamos que os comunistas não respeitam a história , a cultura e a espiritualidade indianas, mas ninguém imaginava que teriam tal ódio".
O santuário de Sabarimala é dedicado ao culto do Senhor Ayyappa, uma divindade celibatária e os adeptos acreditam que a presença das mulheres "poluiria" o local e iria contra os desejos da divindade padroeira. As duas mulheres tiveram que se esconder depois de entrar no templo e receberam proteção policial  24 horas por dia. Uma das mulheres foi desprezada pela família, atacada por parentes, trancada fora de casa pelo marido e teve que se mudar para um abrigo. Dezenas de mulheres que procuravam entrar no templo foram afastadas por manifestantes.

### Saúde

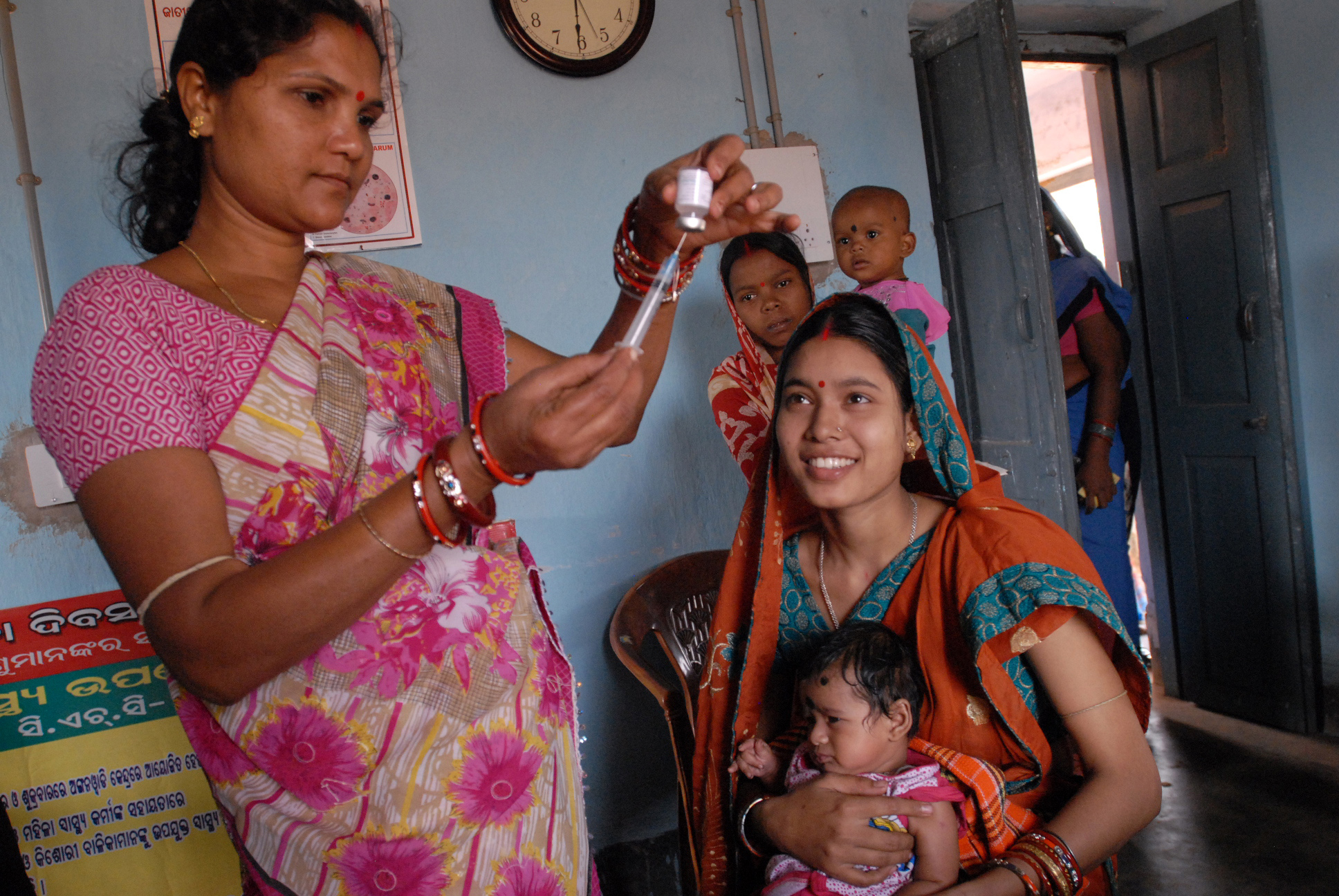
Agente comunitário de saúde preparando uma vacina em Odisha

A esperança média de vida feminina hoje na Índia é baixa em comparação com muitos países, mas tem mostrado uma melhoria gradual ao longo dos anos. Em muitas famílias, especialmente as rurais, meninas e mulheres enfrentam discriminação nutricional dentro da família e estão anémicas e desnutridas. Quase metade das meninas adolescentes é desnutrida cronicamente. Além disso, a má nutrição durante a gravidez geralmente leva a complicações no parto.
A mortalidade materna na Índia é a 56ª mais alta do mundo, de acordo com dados de 2008. 42% dos nascimentos no país são supervisionados em instituições médicas. Nas áreas rurais, a maioria das mulheres dão à luz com a ajuda de mulheres da família, em contradição com o facto de à parteira não profissional ou não qualificada faltar o conhecimento sobre a gravidez.

### Planejamento familiar
A mulher comum que vive em uma área rural da Índia tem pouco ou nenhum controle sobre engravidar. As mulheres, particularmente nas áreas rurais, não têm acesso a métodos contraceptivos seguros e auto-controlados. O sistema de saúde pública enfatiza métodos permanentes, como esterilização, ou métodos a longo prazo, como os  DIU, que não precisam de acompanhamento. A esterilização é responsável por mais de 75% da contracepção total, com a esterilização feminina sendo responsável por quase 95% de todas as esterilizações. A taxa de prevalência de contraceptivos para 2007/2008 foi estimada em 54,8%.

### Mulheres de castas mais baixas
As mulheres de casta baixa na Índia tiveram uma melhora significativa em seu status. As mulheres Dalit (intocáveis) instruídas e financeiramente abastadas usavam a política para alcançar o status, no entanto, muitas mulheres Dalit que estavam envolvidas na política mais tarde declinaram devido ao aumento da renda e dos níveis educacionais. Referência insuficiente  Também é notado que o status das mulheres dalits dentro das famílias foi melhorado.